# Draft Riots

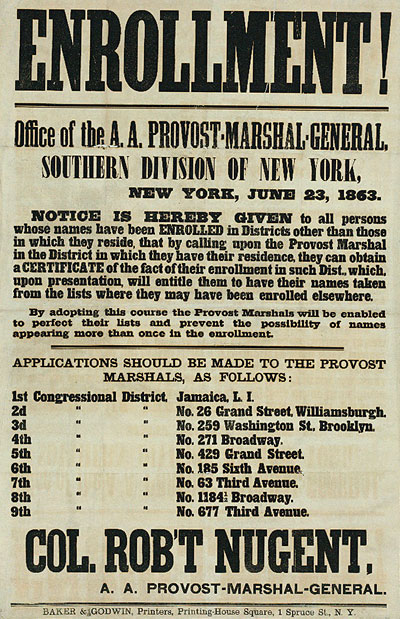
Rekrutierungsposter (23. Juni 1863)

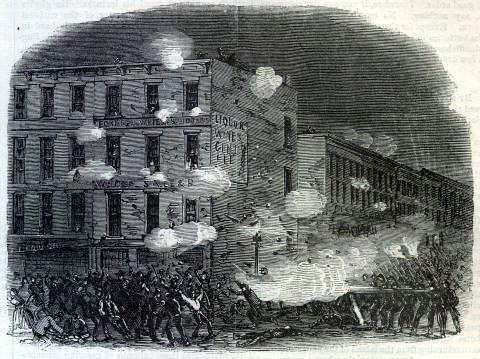
Soldaten schießen auf Plünderer

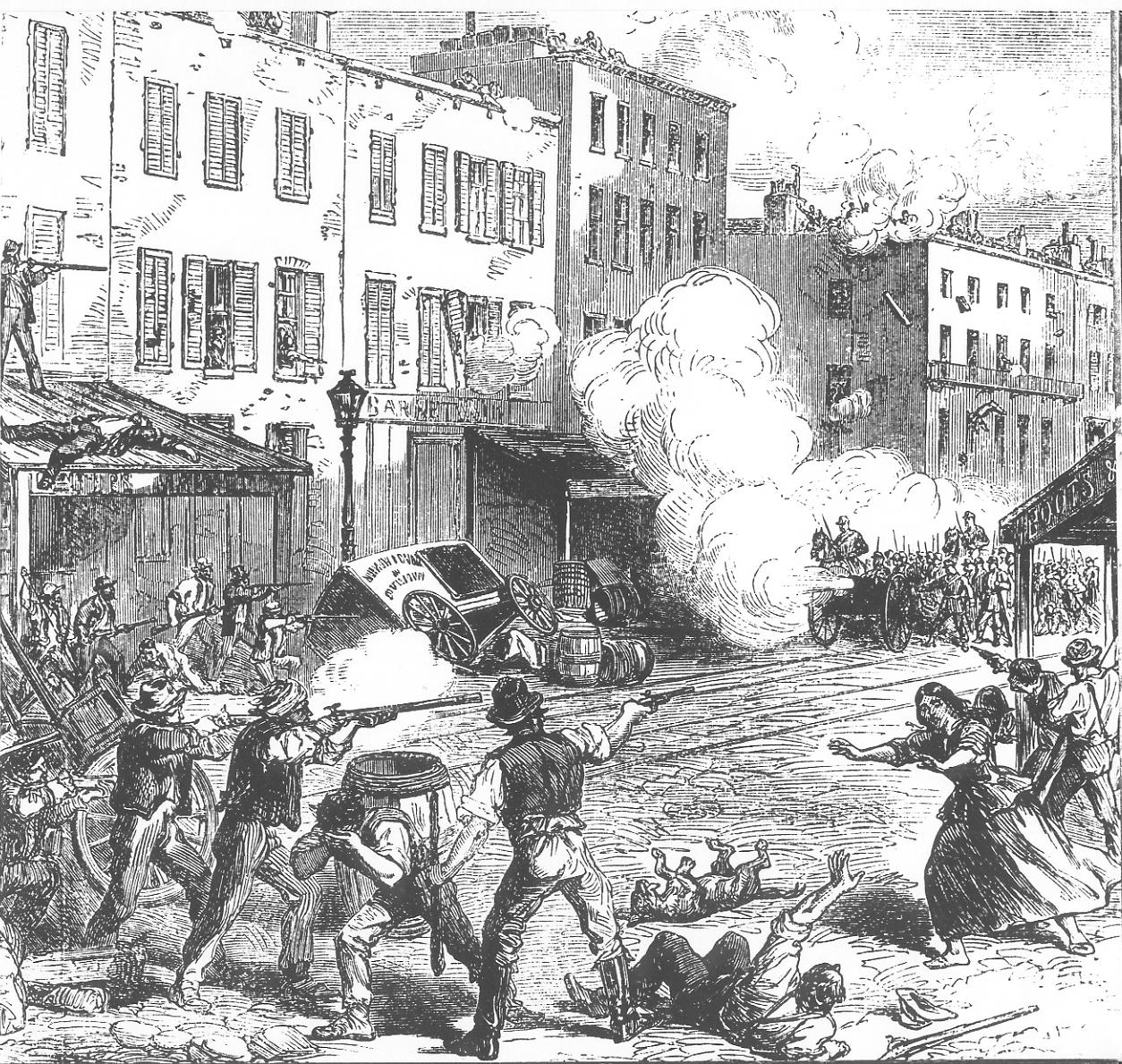
Kampf der Regierungstruppen mit dem Mob

Die New York Draft Riots (Einberufungsaufstände), manchmal auch als Manhattan Draft Riots bezeichnet, waren die gewalttätigen Unruhen, die vom 13. bis 16. Juli 1863 in Lower Manhattan, New York stattfanden und die Stadt in das bis dahin schlimmste Chaos ihrer Geschichte stürzten. Die Unruhen bleiben die größten zivilen und rassistisch aufgeladenen städtischen Unruhen in der Geschichte der Vereinigten Staaten.

## Ausgangslage
Letzter Auslöser war wohl die durch den Amerikanischen Bürgerkrieg bedingte Einführung der allgemeinen Wehrpflicht, die der 37. US-Kongress im März 1863 mit dem Enrollment Act beschlossen hatte. Unmut erregte zudem eine Bestimmung, die es ermöglichte, sich mit der Zahlung von 300 US-Dollar (2025: ca. 6.700 US-Dollar) der Wehrpflicht zu entziehen. In der Mittel- und Unterschicht wurde daraufhin behauptet, der Amerikanische Bürgerkrieg sei des reichen Mannes Krieg und des armen Mannes Kampf („a rich man’s war and a poor man’s fight“).
US-Präsident Lincoln hatte zudem die Befreiung der Sklaven zum 1. Januar 1863 angeordnet. Die weiße Bevölkerung fürchtete, dass Schwarze Arbeiter ihnen starke Konkurrenz am Arbeitsmarkt machen würden. Afroamerikaner durften zwar als Freiwillige in so genannten Farbigenregimentern (den United States Colored Troops) dienen, wurden aber nicht zur Wehrpflicht in die Armee eingezogen, da sie nicht als Bürger galten. Der Dienst in diesen Regimentern führte für die Freiwilligen allerdings zur Staatsbürgerschaft.
Die Demokratische Partei, die schon seit geraumer Zeit ihren Unmut gegen die Regierung proklamierte, hatte damals großen Einfluss in New York. Horatio Seymour, der populäre Gouverneur des Staates New York, kämpfte entschieden gegen die Emanzipation der Sklaven, gegen die Wehrpflicht und kritisierte Abraham Lincolns Kriegspolitik.

## Hergang
Mehr als 50.000 Menschen, hauptsächlich irischstämmige Männer aus Slum-Vierteln wie Five Points, zogen ab dem 13. Juli vier Tage lang durch die Straßen von New York; ein Teil von ihnen plünderte und beging Straftaten, unter anderem gegen Schwarze, denen sie eine Mitschuld am Bürgerkrieg gaben. Dabei brannten sie unter anderem das Colored Orphan Asylum nieder. So berichtete ein Zeitzeuge „Bei einem anderen besonders grausamen Vorfall entführte ein Weißer namens George Glass den schwarzen Kutscher Abraham Franklin aus seinem Haus und schleifte ihn durch die schlammigen Straßen, wo ihn ein Lynchmob bald darauf an einem Laternenpfahl aufhängte. Als die johlende Menge Franklins Leiche abschlachtete, zerrte ein sechzehnjähriger weißer Junge namens Patrick Butler den Leichnam an den Genitalien durch die Straßen, während die Schaulustigen amüsiert und anerkennend schrien. Nachdem ein anderer Mob einen schwarzen Matrosen namens William Williams erstochen und gesteinigt hatte, griff eine Menge von Zeugen nicht nur nicht ein, sondern jubelte und schwor ,Rache an jedem Nigger in New York’.“
Mindestens 120 Menschen starben (zumeist Aufrührer) und mindestens 300 wurden verletzt. Mehr als 100 Gebäude wurden zerstört, darunter Polizeistationen, Wehreinzugsbüros und der Stammsitz der New York Tribune. Die Schäden wurden auf 1,5 Millionen US-Dollar geschätzt.
Nach vier Tagen gelang es der Regierung des Bundesstaates New York, mit Hilfe ihrer New York Militia sowie mehrerer Regimenter der Union, die direkt vom Schlachtfeld von Gettysburg nach New York abkommandiert worden waren und unter dem Kommando von John Adams Dix standen, die Ruhe wiederherzustellen. Die überlebenden Rädelsführer der Unruhen konnten sich weitgehend einer Bestrafung entziehen.
Zur Beruhigung der Situation hatte insbesondere der Beschluss des Rats der Stadt New York beigetragen, 2,5 Millionen Dollar bereitzustellen, um die ausgelosten Wehrpflichtigen von der Wehrpflicht freizukaufen (von 80.000 ausgelosten New Yorkern wurden so schließlich nur 2.300 tatsächlich in die Armee eingezogen). Hinsichtlich der Todesopfer übertrafen die Draft Riots die Unruhen in Los Angeles 1992. Als Reaktion auf die Unruhen erhielt die Stadt mehrere befestigte Kastelle.